# Hochwasserrückhaltebecken Grimmelshausen
Das Hochwasserrückhaltebecken Grimmelshausen liegt bei Grimmelshausen und Themar im südlichen Thüringen. Es wurde 1991 in Betrieb genommen und staut die Werra bei Hochwasser.
Das Absperrbauwerk ist ein homogener Erddamm aus Auelehm. Die Wasserseite ist mit einer Steinschüttung abgedeckt. Der Damm ist auf Auelehm und Talschotter gegründet. Im Stauraum wurde ein Lehmteppich zur Abdichtung angeordnet. In der Mitte des Dammes befindet sich ein kombiniertes Überlaufbauwerk mit der Hochwasserentlastung, dem Grundablass und den Dammbalken für den Dauerstau.
Das Becken ist nur zu einem kleinen Teil (110.000 m³) ständig eingestaut. Den größten Raum nimmt der gewöhnliche Hochwasserschutzraum mit 1,74 Mio. m³ ein, der nur bei Hochwasser eingestaut wird.